# Petrina Hicks
Petrina Hicks, född 1972, är en internationellt uppmärksammad fotograf från Australien. Hon har studerat vid University of Canberra och Canberra School of Art, Australian National University och har en Master of Fine Arts från 
Sydney College of the Arts.
Hun är representerad i australienska och internationella samlingar och vid National Portrait Gallery i Victoria.